# Diecezja Niranam (malankarska)
Diecezja Niranam – diecezja Malankarskiego Kościoła Ortodoksyjnego z siedzibą w Niranam w stanie Kerala w Indiach.
Została erygowana w 1876 roku. Do diecezji należy 76 kościołów, w których posługuje 77 księży, w tym jeden mnich.